# الحيرة (الشارقة)

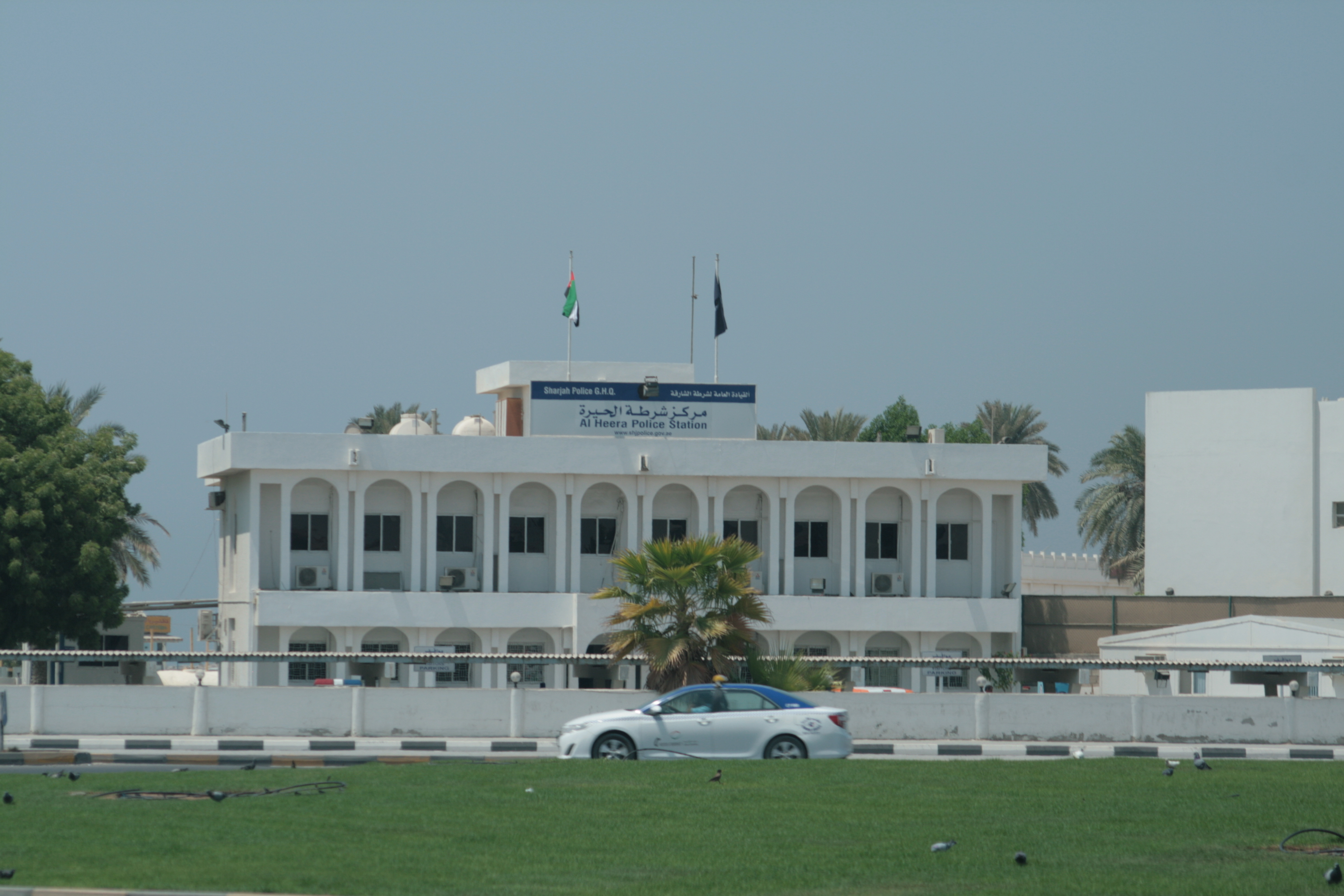
مركز شرطة الحيرة، الآن مقر جمعية الحيرة للآداب.

الحيرة هي إحدى ضواحي شمال إمارة الشارقة في الإمارات العربية المتحدة، وهي موطن تقليدي عائلة الدرويش، وهي جزء من قسم آل بو شامس من قبيلة النعيم. استقلت عن الشارقة لمدة من الزمن مع شيخ القبيلة، ولكن عادت وأصبحت رسمياً جزءأً من إمارة الشارقة في عام 1949 بعد وفاة حاكمها عبدالرحمن بن محمد الشامسي. هي منطقة ساحلية بها ميناء صغير كانت تستخدم سابقاً عدد من الصيادين وأصحاب قوارب النزهة، المبنى الئيسي فيها اليوم هي مركز الشرطة، الذي تم تحويله في عام 2019 إلى مبنى «جمعية الحيرة الأدبية».
قرية الصيد الساحلية الأصلية، التي بنيت بشكل أساسي من الطوب والمرجان، كانت تقع على طول الكورنيش في المنطقة الواقعة خلف مركز شرطة الحيرة مباشرة، لكنها أصبحت مهجورة وكانت مسكناً لسائقي سيارات الأجرة والعمال غير الشرعيين خلال التسعينيات حتى تم تطهيرها. لم يتبق اليوم سوى القليل لتحديد مكان وجود المستوطنة الأصلية.

## تاريخ
ورد ذكر الحيرة لأول مرة في السجلات البريطانية لعام 1830: «إن سكان الحيرة، التابعين لجواسمي، يرتكبون قرصنة ضد قارب بندر عباس. والشيخ سلطان بن صقر من تلقاء نفسه يلزمه برد الممتلكات كاملة ويعاقب الجناة».
بعد حوالي 80 عاماً، عزل رئيس آل بو شامس الشيخ عبد الرحمن بن محمد الشامسي لفترة وجيزة حميد بن عبد العزيز النعيمي، حاكم عجمان في 15 يونيو 1920 من خلال الاستيلاء على قلعة عجمان. وقام وكيل الإقامة البريطانية في الشارقة باقناعه بالعدول بمغادرة القلعة بعد ستة أيام. 
في ذلك الوقت، كانت الحيرة قرية ساحلية كبيرة لصيد اللؤلؤ تضم حوالي 250 منزلاً. بالرغم من معارضة حاكما عجمان والشارقة، وعد وكيل الإقامة البريطانية، عبد الرحمن بن محمد بالمرور الآمن لأنه يدين بأموال لعدد من الرعايا البريطانيين ولكن تم منعه من العودة إلى الحيرة من قبل شيخ عجمان. بعد قضاء بعض الوقت في رأس الجبل (في عمان) والخان (جنوب الشارقة)، سُمح لعبد الرحمن بالعودة إلى الحيرة من قبل حاكم الشارقة في عام 1921 في تسوية فرضها جزئياً وجود السفينة البريطانية HMS Triad تحت قيادة الكابتن جون بيرسون.
كان نجل حاكم الشارقة السابق الشيخ سلطان بن صقر القاسمي قاصراً عندما تولى عمه الشيخ خالد بن أحمد القاسمي السلطة عام 1914. بعد ذلك، وعند بلوغ سن الرشد طلب سلطان من خالد إعادة الممتلكات والأموال التي استولى عليها خالد عند توليه السلطة، ولكن دون جدوى. غادر سلطان الشارقة بمرارة عام 1921 واستقر في دبي. وتزوج عام 1923 من ابنة عبد الرحمن بن محمد الشامسي من الحيرة.
اعتبر خالد بن أحمد هذا تحدياً وتحرك مرة أخرى ضد الحيرة، لكن عبد الرحمن ناشد وكيل الإقامة البريطانية الذي تفاوض على السلام ووضع اثنين من رجاله لحراسة الحصن في الحيرة. ثم عُين خالد والياً على الحيرة فاعتقله عبد الرحمن. ثم تحرك خالد مرة أخرى ضد الحيرة، والتي استعد عبد الرحمن الآن للدفاع عنها ضد قوة مشتركة من الشارقة وعجمان. تبع ذلك تدخل بريطاني آخر وذهب عبد الرحمن إلى دبي للانضمام إلى صهره.
حتى الآن، اكتفى أهل الشارقة ودعوا سلطان لحكمهم. في 1 نوفمبر 1924، تم الترحيب بسلطان بن صقر في الشارقة، مدعوماً بقوة جمعها عبد الرحمن، وتم عزل خالد في صراع قصير استمر 11 يوماً.  كان صهر عبد الرحمن الآن حاكم الشارقة وكان سيعتمد عليه بالكامل.
تعرضت الحيرة لتفشي مرض الجدري الذي حدث في جميع أنحاء ساحل الإمارات المتصالحة في عام 1936، مع التقارير البريطانية عن الإصابات والوفيات التي تعددها باستمرار في دبي والشارقة وعجمان ورأس الخيمة وأم القيوين والحيرة - وذلك تقديراً مكانة البلدة في ذلك الوقت بين مستوطنات الساحل.
حكم عبد الرحمن الحيرة حتى وفاته في 10 أغسطس 1942، وذلك عندما عادت البلدة إلى حكم الشارقة.

## كشافة عمان المتصالحة
كانت الحيرة موقعاً لقاعدة المرقاب العسكرية، وهي القاعدة الأساسية لعمليات كشافة عمان المتصالحة، وهي القوة شبه العسكرية التي أنشأتها الحكومة البريطانية لضمان الأمن الداخلي والاستقرار في الإمارات المتصالحة. تتكون القاعدة من مركز طبي، وسرب نقل ميكانيكي، وسرب إشارات، وربع قائد، وقد تم خدمتها من قبل دوبي ومقهى يملكه ويديره المواطن الإماراتي عيسى بن موسى العامري، بالإضافة إلى متجر المخيم الذي يملكه السيد لالشاند ويديرها رجل سيخي اسمه هاري سينغ بهاتيا.
القاعدة تستخدم اليوم من قبل قسم المهام الخاصة بشرطة الشارقة.

## شِعر
كانت الحيرة بمثابة مركز لتطوير التقاليد الإماراتية القوية للشعر النبطي. من أوائل الشعراء الإماراتيين في اللغة العربية الفصحى الذين اكتسبوا أهمية في هذا الجزء من العالم خلال القرن العشرين مبارك العقيلي (1880-1954) وسالم بن علي العويس (1887-1959) وأحمد بن سليم (1905-1976). ولد العويس في الحيرة. ثلاثة شعراء نبطيين بارزين آخرين في الإمارات هم خلفان مصبح (1923-1946)، والشيخ صقر القاسمي (1925-1993)، حاكم الشارقة السابق، وسلطان بن علي العويس (1925-2000). نشأ الشعراء الثلاثة المعروفون بمجموعة الحيرة في الحيرة وكانوا أصدقاء مقربين.